# オージェ電子分光
オージェ電子分光（オージェでんしぶんこう、Auger electron spectroscopy、AES）は、電子分光のひとつ。
真空中でX線または電子線を測定対象に照射し、放出されるオージェ電子の速度（運動エネルギー）を分析する。
測定対象は気体分子または固体表面に限られるが、ことに固体では中速電子線の励起深さ、脱出深さが数nm以下に限られるので、最表面の分析手法として最も利用価値が高い。固体表面の清浄度、組成、吸着種、薄膜等の検出・測定に広く用いられている。

## 原理
原子の内殻電子をX線や電子ビームで放出させると、励起状態イオンが生成するが、励起状態イオンは(1)特性X線を放出する、(2)内殻軌道に外殻電子が遷移し、そのエネルギーをもって他の外殻電子が放出され、多重イオン化する、のいずれかの過程で脱励起する。(2)の過程はオージェ過程と呼ばれ、ピエール・オージェが1925年に発見した。
放出されるオージェ電子の運動エネルギーは、内殻電子と2個の外殻電子の束縛エネルギーから算出され、これら束縛エネルギーは原子毎に固有なことから、3電子過程を行い得ない水素、ヘリウム以外の元素を検出分析することができる。

## 装置

円筒鏡型アナライザー(CMA)を用いたAES装置の概要。電子ビームを試料に照射し、放出されたオージェ電子は電子銃のまわりで偏向し、アパーチャーを通ってCMAの後方に飛ぶ。これらの電子は電子倍増管に導入されて検出される。スウィープサプライにより電圧を変えることで微分モードのオージェ電子スペクトルを得ることができる。深さ方向分析のために、イオン銃が組み込まれる場合もある。

### 励起源
一般的なAESの励起源としては、数～20 keV程度に加速された電子線が用いられる。入射した電子線は固体の数μmの深さまで侵入する。電解放出型の電子銃により、直径が10 nm程度まで絞られた電子線が一般的に用いられる。さらに細く絞った電子線を用いて試料面内をスキャンすると、固体表面における空間的な分布を得ることができ、走査型オージェ電子分光（scanning Auger microscopy, SAM）と呼ばれる。
XPSの付属装置としてオージェ電子検出器が搭載されている場合は、励起源はXPSと同様に軟X線となる。

### 真空ポンプ
AESでは試料表面の汚染を防ぐため、10-10 Torr以下の超高真空が必要となる。試料導入部における大気排気にはターボ分子ポンプが用いられる。分析室を超高真空に維持するためにはイオンポンプやチタンサブリメーションポンプが用いられる。

### エネルギー分光器
光電子の運動エネルギー分光器としては、高感度の円筒鏡型アナライザー（CMA, cylindrical mirror analyzer）と、高エネルギー分解能の同心半球型アナライザー（CHA, concentric hemisherical analyzer）の2種類がある。
AESでは感度が求められるためCMAが用いられることが多い。

### イオン銃
AESでは試料表面の汚染物や酸化膜などを除去するため、また深さ方向の分析をするためにアルゴンなどのイオン銃が搭載されている。数100～数1000 kVの電圧により加速されたイオンを試料に照射する。

## オージェ電子スペクトル

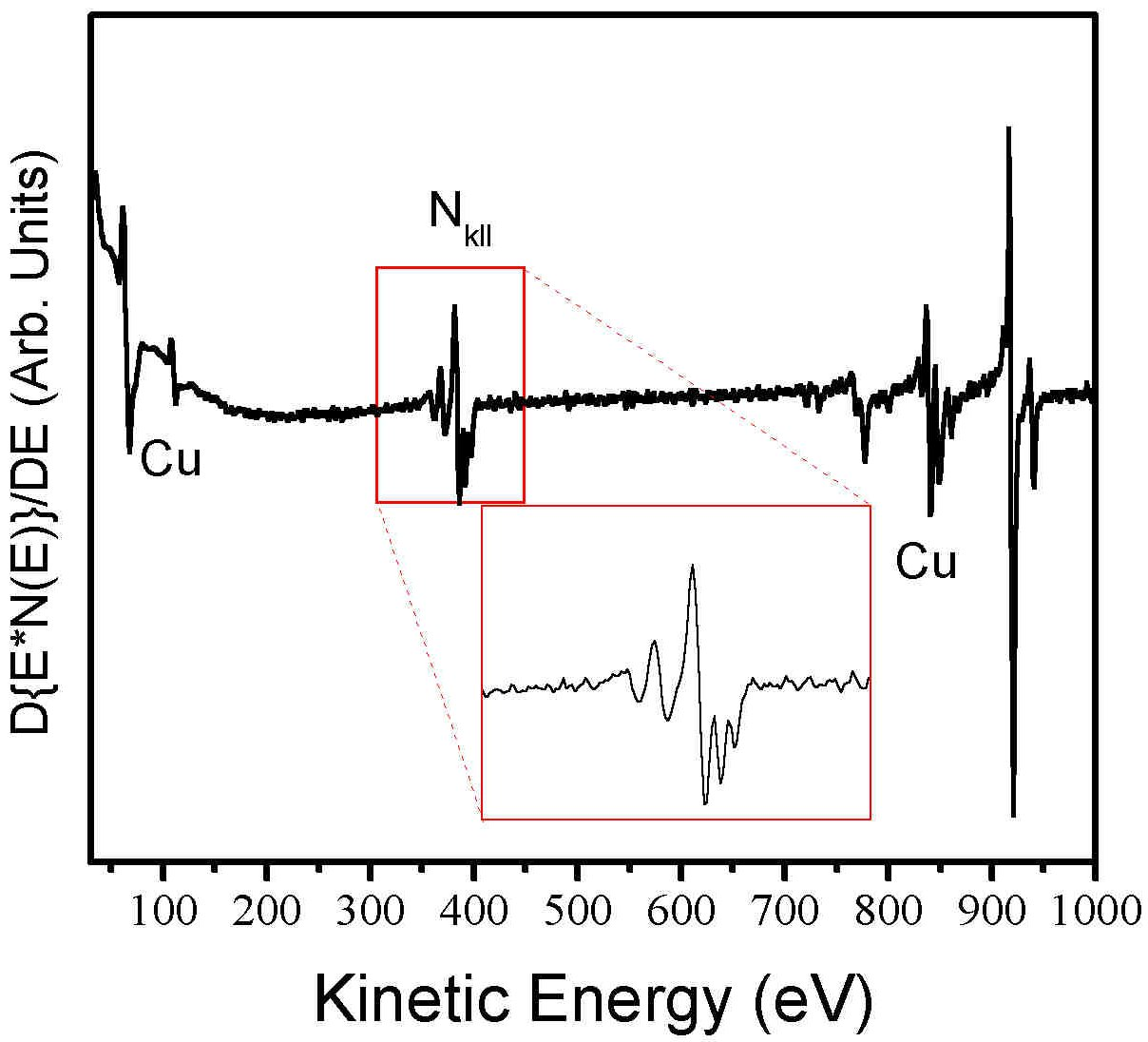
窒化銅の微分型オージェ電子スペクトル

電子線照射によるAESのピークは、非弾性散乱電子や二次電子などのバックグラウンドがあるため形状が複雑で幅も広い。そこでピーク解析ではスペクトルを微分処理することでピーク位置が分かりやすくなる。
定量にはXPSと同様に相対感度係数を用いる。